# Quartier de Village nègre (Relizane)
 (juin 2025).
Le quartier de Village nègre, également connu sous le nom d'El Guerraba (en ar: القرابة ) compte parmi les plus anciens et les plus célèbres quartiers de Relizane. Il a été établi en 1860, en périphérie de la ville, elle-même fondée trois ans plus tôt, en 1857.

## Création
Le quartier était connu sous le nom village nègre et fut fondé en 1860. Il était habité par de nombreuses familles des tribus adjacentes au centre colonial, toutes issues de la classe ouvrière.

## Événements historiques
Le quartier fut le théâtre du plus grand siège militaire lancé par les forces d'occupation françaises à la recherche des responsables des bombardements qui frappèrent la ville. Ce siège dura du 02 au 16 août 1958.